# 尤宁镇 (华盛顿州)
尤宁镇（英語：Uniontown）為美国华盛顿州惠特曼县的一个城镇，位于该县东南部。总人口294（2010年）。